# Hans Grunder
Hans Grunder, né le 13 juin 1956 à Rüderswil et originaire de Vechigen, est une personnalité politique suisse, président du PBD Suisse du 1er novembre 2008  au 5 mai 2012 et conseiller national de 2007 à 2019.